# Захаров, Борис Петрович
Бори́с Петро́вич Заха́ров (24.03.1907, Санкт-Петербург — 21.06.1981, Свердловск) — советский инженер, учёный-металлург, педагог, просветитель, заслуженный учитель школы РСФСР, почётный гражданин города Лесного.

## Биография

### Ленинградский период
Б. П. Захаров — коренной петербуржец, родившийся в купеческой семье. Учился в Ленинградском политехническом техникуме. Окончил Ленинградский технологический (машиностроительный) институт (1930).
Работал в Ленинградском НИИ металлов, затем на Ижорском заводе, преподавал в Ленинградском машиностроительном институте.
В 1935—1936 годах из-за своего социального происхождения отбывал ссылку в Ак-Булаке Оренбургской области. После того, как ссылка была отменена, вернулся в Ленинград.
В 1936—1941 годах — инженер лаборатории металлов на ленинградском заводе «Электросила».

### Свердловский период
В 1941 году Борис Захаров ушёл добровольцем на фронт, но вскоре его вернули на завод, который к тому времени перешёл на выпуск оборонной продукции. В декабре 1941-го предприятие было эвакуировано на Урал, в город Свердловск. Заводу «Уралэлектроаппарат» (ныне «Уралэлектротяжмаш») Борис Петрович отдал 15 лет (1941—1956), дойдя до должности главного металлурга. В активе Б. П. Захарова свыше 40 научных работ и научно-популярных книг по металловедению, термической обработке и литейному производству, многие из которых переведены на иностранные языки.

### В режимном Свердловске-45
В 1956 году Б. П. Захаров переехал в закрытый город Свердловск-45 (ныне Лесной), где как специалист-металловед работал инженером, начальником лаборатории центральной заводской лаборатории предприятия п/я 131 (ныне комбинат «Электрохимприбор»), замначальника ЦЗЛ этого предприятия.
В 1959 году в Свердловске-45 Бориса Захарова назначили заместителем директора здешнего филиала Московского инженерно-физического института (МИФИ-3) по учебной и научной работе. Борис Петрович являлся доцентом кафедры технологии машиностроения. С 1962 по 1974 — возглавлял институт.
Когда в Свердловске-45 начал работу отдел телевидения и радиовещания (1962), Бориса Петровича пригласили вести литературно-музыкальные странички. Он был автором, режиссёром и ведущим передач. А ещё Борис Петрович провёл более 350-ти вечеров в читальном зале библиотеки Дома культуры Свердловска-45, рассказывая слушателям о выдающихся композиторах и их произведениях, помогая понимать и чувствовать классическую музыку. Теплота человеческого общения — основное качество этих вечеров.
В 1970 году Б. П. Захаров, «за заслуги в деле подготовки инженерно-технических кадров, активное участие в эстетическом воспитании трудящихся города», удостоен звания Почётный гражданин города Лесного.

### Последние годы жизни
В 1976-м, будучи уже пенсионером, Борис Петрович Захаров переехал с семьёй в Свердловск. Там и похоронен (1981). Высланный когда-то в Оренбургскую область как выходец из буржуазной семьи, он в августе 1989 года был посмертно реабилитирован.

## Семья
Жена, две дочери.

## Награды и звания
- Медаль «За оборону Ленинграда» (1942)
- Медаль «За доблестный труд в Великой Отечественной войне 1941—1945 гг.» (1945)
- Медаль «В память 250-летия Ленинграда»
- Заслуженный учитель школы РСФСР
- Значок Министерства культуры РСФСР «За отличную работу»
- Почётный гражданин города Лесного (1970)
- Орден Трудового Красного Знамени (1971)

## Память
В 2007 году, к 100-летию со дня рождения, в память о Борисе Петровиче Захарове в здании Технологического института в Лесном (филиал НИЯУ МИФИ) установлена мемориальная доска.

### Книги
- Захаров Б. П. Термист. Учебник для ремесленных училищ. М., 1946 (переведён на польский и китайский языки)
- Захаров Б. П. Электрические способы обработки металлов. М., 1952 (переведён на румынский язык)
- Захаров Б. П. Разработка технологического процесса формовки. М., 1955 (переведён на китайский язык)
- Захаров Б. П. Структура и свойства стали и чугуна. М., 1956
- Захаров Б. П. Контроль в литейном производстве. М., 1960